# Paul McGuinness
Paul McGuinness   (Rinteln, 17 de juny de 1951) és el fundador de Principle Management Limited, una companyia de gestió d'actes de música popular amb seu a Dublín, a la República d'Irlanda. Va ser el gerent de la banda de rock U2, del 1978 al 2013.

## Primers anys de vida
McGuinness va néixer en un hospital militar britànic a Rinteln, Westfàlia, a Alemanya, on el seu pare, Philip McGuinness (de Liverpool), servia a la Royal Air Force. La seva mare, Sheila McGuinness, nascuda a Lyne, era professora del comtat de Kerry, Irlanda. Eren tres fills a la família: Paul, Niall i Katy.
McGuinness va rebre els seus primers estudis formals a Irlanda a l’internat privat jesuïta Clongowes Wood College. D’allà va passar al Trinity College de la Universitat de Dublín, on va dirigir obres de teatre, va editar la revista TCD Miscellany i va promoure concerts, però va abandonar els estudis sense obtenir el títol.

## Carrera

### Primers anys
Abans de relacionar-se amb U2, va treballar com a ajudant de direcció de pel·lícules en produccions com Zardoz, de John Boorman. Durant un temps, també va fer de gerent del grup de folk-rock Spud.

### U2
McGuinness va conèixer U2 per primera vegada en un concert de Dublín el 25 de maig de 1978, on donaven suport als Gamblers. Després d'aquesta reunió, McGuinness es va convertir en el gerent d'U2, havent estat presentat a la banda per Bill Graham, periodista de la revista Hot Press.
Va fundar Principle Management Limited el 29 de març de 1984.
El seu acord original amb la banda era que els diners es dividirien igualment en 5 parts, però tot això es va canviar més tard.
McGuinness i Bill Whelan crearen una empresa editorial musical anomenada McGuinness/Whelan Publishing a finals dels anys vuitanta. Whelan va compondre més tard la música de Riverdance.
El 2002 McGuinness va rebre el premi Lifetime Achievement Award als Meteor Music Awards del Point Theatre de Dublín i U2 va guanyar el premi a millor banda irlandesa.
Destacat per la seva perspicàcia empresarial, ha estat responsable de pel·lícules de concerts 3D d’U2, iPods de marca U2, patrocini de BlackBerry i el primer concert en directe a YouTube.
McGuinness és considerat el cinquè membre d'U2, tot i que en una entrevista amb The Irish Press el 1985, quan se li va preguntar si era el cinquè membre d'U2, va respondre "el cinquè membre d'U2 es troba als pantalons d'Adam (Clayton)". També és considerat un dels directius amb més èxit en el negoci musical.
McGuinness va deixar el càrrec de gerent d'U2 després de 34 anys el 13 de novembre de 2013, amb el gerent de Madonna, Guy Oseary, que el va succeir el 2014 quan va vendre Principle a Live Nation.

## Altres activitats
Va ser soci fundador de TV3 (Irlanda) i va ser un dels propietaris d'Ardmore Film Studios.
Es va convertir en membre del Arts Council of Ireland l'1 de gener de 1988, havent estat nomenat per Charles Haughey i va exercir fins al febrer del 2000, quan va renunciar.
Ha estat defensor d’artistes, discogràfiques i editorials musicals. El 28 de gener de 2008, en un discurs a la convenció de la indústria musical de Midem a Cannes, McGuinness va acusar específicament empreses com Apple, Google, Yahoo!, i Facebook de construir "indústries multimilionàries a la part posterior del nostre contingut sense pagar-ho".
El 2015 va fundar Primo Productions, una companyia de cinema i televisió. Primo ha produït 3 temporades de RIVIERA, un drama ambientat al sud de França. McGuinness va escriure la "llista d'ingredients" de l'espectacle: "Els rics es comporten malament al sol, iots, Maseratis, roba estupenda, dones boniques, frau d'art, blanqueig de diners a les cases de subhastes, russos, anglesos, americans, francesos. Assassinat, adulteri". La vida quotidiana a la Costa Blava. El soci de producció de McGuinness és Kris Thykier de Archery Pictures. El programa va ser encarregat originalment per Anne Mensah de SKY Atlantic.

## Vida personal
McGuinness es va casar amb Kathy Gilfillan el 1977. Es van conèixer mentre estudiava a Trinity. Gilfillan és director de The Lilliput Press. Tenen 2 fills.

## Aparició als mitjans
Paul McGuinness apareix caracteritzat, junt amb Susie Smith (llavors assistenta de Paul i també parella d'Adam Clayton), a l'episodi 22 de la temporada 9 d'Els Simpson en una escena en què Homer Simpson prova d'accedir al backstage d'un concert d'U2 i es troba a Paul a l'entrada i a Susie a la sala de control. Tant Paul McGuinness com Susie Smith aportaren les seves veus a l'episodi.
La banda U2 dedicà l'àlbum Songs Of Innocence del 2014 a Paul McGuinness:
| «                                       | (anglès) This album is dedicated to Paul McGuinness who was, and always will be, there for us. | (català) Aquest àlbum està dedicat a Paul McGuinness que va estar, i sempre hi serà, per nosaltres. | » |
| — U2: Songs Of Innocence, Booklet S. 29 |                                                                                                | |   |